# Região Geográfica Intermediária do Distrito Federal
A Região Geográfica Intermediária do Distrito Federal é a única região intermediária  do Distrito Federal e uma das 134 regiões intermediárias do Brasil, criadas pelo Instituto Brasileiro de Geografia e Estatística (IBGE) em 2017. Sua população total estimada pelo IBGE para 1º de julho de 2017 é de 3 039 444 habitantes, distribuídos em uma área total de 5 779,997 km².

## Regiões geográficas imediatas
Fonte: IBGE – Cidades
| Região geográfica imediata                     | Municípios | População Estimativa 2017 | Área (km²) |
| ---------------------------------------------- | ---------- | ------------------------- | ---------- |
| Região Geográfica Imediata do Distrito Federal | Brasília   | 3 039 444                 | 5 779,997  |
| Total                                          | 1          | 3 039 444                 | 5 779,997  |